# Loire 130
Il Loire 130 era un idroricognitore monomotore, in configurazione spingente, ad ala alta sviluppato dall'azienda aeronautica francese Loire Aviation, divisione aeronautica dell'Ateliers et Chantiers de la Loire, nei primi anni trenta e prodotto in serie dal consorzio Société nationale des constructions aéronautiques de l'ouest (SNCAO).
Realizzato in due versioni, una per l'utilizzo in zone tropicali e destinata ai reparti dislocati in Africa Occidentale Francese, venne utilizzato principalmente dall'Aéronautique navale, anche come idrovolante imbarcato, ed in minor numero dall'Armée de l'air.

## Storia del progetto
Nel 1933 la Marine nationale, la Marina militare francese, emise una specifica per la fornitura di un nuovo idrovolante triposto destinato principalmente alla ricognizione marittima da fornire alla propria aviazione navale; tra le caratteristiche anche la possibilità di operare dalle catapulte delle proprie navi da battaglia ed incrociatori.
La Ateliers et Chantiers de la Loire propose un idrovolante a scafo centrale di costruzione interamente metallica il cui prototipo, realizzato nel 1934, venne portato in volo il 19 novembre dello stesso anno. Le prime impressioni di volo non furono però favorevoli; il velivolo presentava dei seri problemi di stabilità che costrinsero l'azienda francese a rivedere il progetto ed iniziarne una serie di modifiche che si protrassero fino all'inizio del 1936, anno in cui vennero presentate le versioni definitive, il Loire 130 M (métropole) ed il Loire 130 C (colonial), quest'ultima destinata ai territori dell'Africa Occidentale Francese (AOF).
Dopo una valutazione comparativa con altri quattro concorrenti, i Breguet Bre 610, Gourdou-Leseurre GL-820 HY, Levasseur PL 200 e CAMS 120, la commissione esaminatrice lo valutò positivamente, aggiudicando alla Loire il concorso ed incaricando di emettere un ordine per la fornitura di 150 esemplari.
La produzione in serie ebbe inizio nell'agosto dello stesso anno negli stabilimenti di Saint-Nazaire, i quali, a causa della nazionalizzazione nella quale vennero coinvolte tutte le aziende aeronautiche francesi ad indirizzo bellico, vennero assorbiti dal consorzio Société nationale des constructions aéronautiques de l'ouest (SNCAO). Nonostante la nuova acquisizione i modelli continuarono ad essere designati con l'originario nome aziendale e prodotti fino all'ottobre 1938, data in cui la loro costruzione venne temporaneamente arrestata.
Alla fine dell'invasione tedesca della Francia la produzione riprese dagli ultimi mesi del 1940 continuando fino al 1941. In tutti vennero prodotti 124 esemplari, un prototipo, 111 destinati all'Aéronautique navale ed i rimanenti 12 all'Armée de l'air.

## Tecnica
Il Loire 130 era un idrovolante triposto a scafo centrale di costruzione interamente metallica, caratterizzato dall'ala posizionata alta e dalla propulsione monomotore in configurazione spingente.
Lo scafo era caratterizzato da una cabina di pilotaggio chiusa a due posti affiancati posizionata sulla parte anteriore ed un'altra postazione, aperta, posizionata appena davanti al bordo d'attacco alare e del castello tubolare che collegava la parte superiore alla gondola motore. Posteriormente terminava in un impennaggio cruciforme dotato di una deriva di grandi dimensioni e da un unico piano orizzontale a sbalzo integrato da due piccole derive per lato.
La ala, posizionata alta e realizzata in tecnica mista, era controventata tramite una struttura tubolare che fungeva anche da supporto ai due galleggianti equilibratori e agli attacchi delle eventuali bombe da 75 kg con cui poteva essere equipaggiato.
La propulsione era affidata ad un motore Hispano-Suiza 12Xirs, un 12 cilindri a V raffreddato a liquido collocato in una gondola motore centrale in configurazione spingente. Il radiatore era posizionato anteriormente all'interno della gondola mentre posteriormente era collegata l'elica tripala.

## Impiego operativo

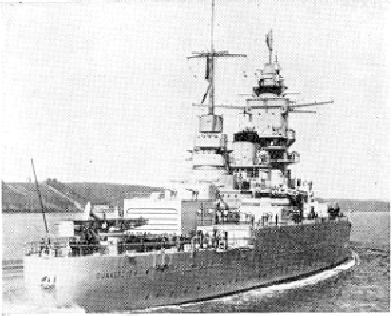
Vista da poppa dell'incrociatore da battaglia ; si notino le strutture della catapulta da 3,5 t utilizzata per il lancio degli idrovolanti con cui era equipaggiata, i Loire 130 e gli idrocaccia Loire 210.

Gli esemplari iniziarono ad essere consegnati dal 1937 sostituendo progressivamente nei reparti operativi gli idrovolanti pari ruolo di precedente produzione oramai alla fine della loro vita operativa. I Loire 130 entrarono a far parte dell'equipaggiamento degli incrociatori da battaglia classe Dunkerque, il Dunkerque e il Strasbourg, dell'incrociatore pesante Algérie e dei quattro classe Suffren, dell'incrociatore leggero Jeanne d'Arc e della nave appoggio idrovolanti Commandant Teste.
Al 10 maggio 1940, data di inizio della Campagna di Francia, gli esemplari della Marina risultavano assegnati, oltre a quelli imbarcati, in territorio nazionale a Cherbourg (Escadrilles de Surveillance 1S1) nella Francia settentrionale, e nei territori coloniali a Tripoli (8S4), Dakar (8S3), Fort-de-France (8S2) ed Arzew.
I 12 esemplari dell'Armée de l'air furono assegnati all'Esc. 1/C.B.S con base a Cat-Laï, in Indocina francese.
Durante il periodo dell'invasione i Loire 130 vennero impiegati essenzialmente nella sorveglianza delle acque territoriali francesi. Alla resa francese ed all'istituzione del regime di Vichy gli esemplari sopravvissuti rimasero ad equipaggiare i reparti della ricostituita Marine nationale de l'armistice, venendo tra l'altro coinvolti in una delle più significative battaglie del nuovo regime, la distruzione della flotta francese a Mers-el-Kébir. Almeno un 130 C venne utilizzato dalle Forces aériennes françaises libres, la componente aerea delle forze della Francia Libera in esilio, nella zona di Dakar tra il novembre 1943 e l'inizio del 1944.
Al termine del conflitto e la ricostituzione dell'originaria marina e aeronautica francese gli esemplari sopravvissuti, benché oramai obsoleti, rimasero in servizio operativo fino all'autunno 1947, con l'ultimo volo di addestramento in territorio nazionale, e definitivamente nel novembre 1950 in Indocina.

## Versioni
Loire 130
prototipo, designato 130.01 come da convenzioni francesi dell'epoca.
Loire 130 M
versione di produzione in serie.
Loire 130 C
versione coloniale, alle volte citata come 130 Cl, caratterizzata dalla struttura rinforzata ed equipaggiata con un impianto di raffreddamento motore dotato di radiatore maggiorato.

## Utilizzatori
Francia
- Armée de l'air
- Aéronautique navale

 Francia di Vichy
- Armée de l'air de l'armistice[2]

 Francia libera
- Forces aériennes françaises libres

operò con un esemplare a cavallo del 1944.
 Germania
- Luftwaffe

operò con un esemplare immatricolato B1+XA, ex c/n 75, trasferito da Saint-Nazaire a Peenemünde nel 1941.